# Faguo
Faguo est une entreprise à mission française créée en 2008. Sise à Nantes depuis 2019, elle est spécialisée dans la fabrication et le commerce de gros d'habillement et de chaussures. La production se fait en Asie, au Maroc, en Tunisie ainsi qu'au Portugal et en France.

## Signification du nom
Faguo (法国) signifie « France » en mandarin.

## Historique
En 2008, Frédéric Mugnier et Nicolas Rohr, alors étudiants à l’ISTEC, décident de créer une marque de chaussures au cours de leurs études en Chine. De retour en France, ils passent six mois à développer leur projet. Pour financer la production de 5 000 paires de chaussures, ils réalisent une levée de fonds auprès de 15 amis et parviennent à lever 50 000 €. Les paires de chaussures sont vendues au cours de ventes privées organisées dans les appartements de leurs amis : les 5 000 paires s’écoulent en 15 jours.
En mars 2010, les deux créateurs décrochent le Prix MoovJee 2010 de l’étudiant entrepreneur.
Depuis 2011, l’entreprise Faguo s’associe avec des créateurs ou à des marques comme Colette, Keziah Jones, Monoprix, Mellow Yellow, Aigle, Jean-Charles de Castelbajac, Cyrillus, L’Oréal Men Expert pour la fondation Movember…
En septembre 2012, la marque réalise une levée de fonds d’1,5 million d’euros auprès du groupe familial Eram afin de se déployer à l’international et développer sa gamme de produits.
En juin 2015, elle lance une campagne de financement participatif pour l’ouverture de sa première boutique dans le quartier du Marais à Paris[source insuffisante].
À l'été 2017, le groupe Eram remonte à 49 % du capital de la marque.
En 2017, Faguo compte sept boutiques propre en France. Elle indique être présente dans 24 pays.
En 2017, plus de 700 000 paires de chaussures ont été vendues.
En 2019, Faguo compte 25 points de vente et corners avec 300 points de vente en France comme Les Galeries Lafayette ou le BHV.
En juillet 2019, elle décide de déménager ses bureaux de Paris à Nantes.
En novembre 2019, Faguo a réuni le collectif Make Friday Green Again contre le Black Friday composé de plus de 700 marques.

## Collaborations
L’entreprise Faguo réalise une série de collaborations avec Johnstons of Elgin en 2011, Agnès b. en 2013, Comme un Camion, Jamini, Keziah Jones en 2014. En 2015 avec Où est Charlie et Jean-Charles de Castelbajac, puis Monoprix, Cyrillus, Monsieur Madame en 2016, L’Oréal Men Expert pour la Movember Foundation en 2017, Saint James, Armor-Lux en 2018 et en 2020 avec Habitat.